# HB Ludwigsburg
HB Ludwigsburg er en tysk kvindehåndboldklub fra Ludwigsburg, Baden-Württemberg. Klubben har både kvinde og herrehold der spiller under det tidligere navn SG BBM Bietigheim i Handball-Bundesliga Frauen og i 2. Bundesliga. Klubben er historisk kendt som en danskerklub, hvor i alt ti spillere og to trænere har spillet eller spiller i klubben.
Kvindeholdet oprykkede for første gang til 1. Bundesligaen i 2010, efter at slutte som nummer tre. Her besejrede man Füchse Berlins kvindehold i to play-off-kampe, som begge blev vundet. Efterfølgende spillede de mod HSG Bensheim/Auerbach, mod hvem de havde tabt begge kampe i løbet af sæsonen. Her tabte de også den første kamp, men med en klar sejr i anden kamp kvalificerede de sig direkte videre til den bedste håndboldrække i Tyskland. I december 2014 ansatte man den danske succestræner Martin Albertsen.
Efter flere sæsoners oprustning med flere større profiler, fejrede klubben i 2017 deres første tyske mesterskab, hvor de havde gået ubesejret igennem sæsonen. På daværende tidspunkt var klubben kendt som en danskerklub, med profilerne Fie Woller, Mia Biltoft, Mille Hundahl og Stine Baun Eriksen på holdkortet. Selvsamme sæson nåede de også finalen i EHF Cuppen, hvor de dog blev besejret af russiske Rostov-Don. Klubben kvalificerede sig efterfølgende også til EHF Champions League 2017-18, hvor de nåede mellemrunden.
I 2019 vandt Bietigheim så mesterskabet for anden gang og i 2021 vandt de ligeledes pokalturneringen, DHB-Pokal Frauen, for første gang. Et år senere vandt de deres første store internationale titel, i form af EHF European League. I 2024 nåede holdet overraskende og historisk Champions League-finalen i Budapest, hvor de dog blev slået af ungarske Győri ETO KC.
Klubbens kvindehold skiftede navn i 2024 fra SG BBM Bietighem til det nuværende navn HB Ludwigsburg.

## Resultater
- Bundesliga
  -  Guld : 2017, 2019, 2022,2023,2024
  -  Sølv : 2018, 2020, 2021
- DHB-Pokal
  -  Guld : 2021
- EHF European League
  -  Sølv : 2017
  -  Guld: 2022

## Nuværende trup

### Spillertruppen 2022-23
| Nr. | Navn                  | Nationalitet | Alder                      | Position     |
| --- | --------------------- | ------------ | -------------------------- | ------------ |
| 4   | Kaba Gassama          | Spanien      | 16. august 1997 (27 år)    | Stregspiller |
| 5   | Antje Döll            | Tyskland     | 3. oktober 1988 (36 år)    | Stregspiller |
| 6   | Annika Meyer          | Danmark      | 30. maj 1994 (30 år)       | Stregspiller |
| 8   | Amelie Berger         | Tyskland     | 22. juli 1999 (25 år)      | Højre fløj   |
| 10  | Inger Smits           | Holland      | 17. september 1994 (30 år) | Playmaker    |
| 12  | Melinda Szikora       | Ungarn       | 19. november 1988 (36 år)  | Målvogter    |
| 14  | Karolina Kudłacz-Gloc | Polen        | 17. januar 1985 (40 år)    | Venstre back |
| 15  | Kim Naidzinavicius    | Tyskland     | 6. april 1991 (33 år)      | Playmaker    |
| 20  | Nele Reimer           | Tyskland     | 9. september 1996 (28 år)  | Venstre fløj |
| 21  | Kelly Dulfer          | Holland      | 21. marts 1994 (30 år)     | Venstre back |
| 22  | Xenia Smits           | Tyskland     | 22. april 1994 (30 år)     | Venstre back |
| 24  | Danick Snelder        | Holland      | 22. maj 1990 (34 år)       | Stregspiller |
| 25  | Trine Østergaard      | Danmark      | 17. oktober 1991 (33 år)   | Højre fløj   |
| 27  | Julia Maidhof         | Tyskland     | 13. marts 1998 (26 år)     | Højre back   |
| 30  | Jenny Behrend         | Tyskland     | 20. januar 1996 (29 år)    | Højre fløj   |
| 67  | Veronika Malá         | Tyskland     | 6. maj 1994 (30 år)        | Venstre fløj |
| 94  | Gabriela Moreschi     | Brasilien    | 8. juli 1994 (30 år)       | Målvogter    |

#### Transfers 2022/23
| Tilgange - Kaba Gassama (P) (fra Nantes) | Afgange - Luisa Schulze (P) (til Neckarsulmer SU) - Stine Jørgensen (LB) (til København Håndbold) - Lieke van der Linden (GK) (til TSV Bayer 04 Leverkusen) |

### Tidligere spillere
| - Julia Behnke - Nina Müller - Susann Müller - Ann-Cathrin Giegerich - Jenny Karolius - Tess Wester - Martine Smeets - Isabelle Jongenelen - Charris Rozemalen - Paule Baudouin | - Mille Hundahl - Mia Biltoft - Anna Wysokińska - Klaudia Pielesz - Fernanda da Silva - Fabiana Diniz - Žana Čović - Aneta Benko - Beate Scheffknecht - Daniela Gustin |

### Danske spillere
- Tanja Jørgensen (2014-2015)
- Simone Poulsen (2014-2016)
- Stine Baun Eriksen (2015-2017)
- Cecilie Woller (2017-2018)
- Mille Hundahl (2015-2018)
- Mia Biltoft (2016-2018)
- Fie Woller (2016-2020)
- Stine Jørgensen (2020-2022)
- Trine Østergaard (2020-)
- Annika Meyer (2022-)

### Danske trænere
- Bo Milton Andersen (2013-2014)
- Martin Albertsen (2014-2020)